# Kompozitor Glinka
Kompozitor Glinka (rusko Композитор Глинка, slovensko: Skladatelj Glinka) je sovjetski biografski film iz leta 1952, ki ga je režiral Grigorij Aleksandrov iz zanj napisal tudi scenarij skupaj s Pjotrom Pavlenkom in Natalijo Trenjevo. V glavnih vlogah nastopajo Boris Smirnov, Lev Durasov, Ljubov Orlova, Jurij Ljubimov in Georgij Vicin. Zgodba prikazuje življenje in delo skladatelja Mihaila Glinke (Smirnov) ter tudi njegov spor s carjem Nikolajem I.
Film je bil premierno predvajan 1. novembra 1952 v sovjetskih kinematografih. Na Mednarodnem filmskem festivalu Locarno je osvojil glavno nagrado zlati leopard za najboljši film.

## Vloge
- Boris Smirnov kot Mihail Glinka
- Lev Durasov kot Aleksander Puškin
- Ljubov Orlova kot Ljudmila Glinka
- Jurij Ljubimov kot Aleksander Dargomižski
- Georgij Vicin kot Nikolaj Gogolj
- Konstantin Nassonov kot Vasilij Žukovski
- Igor Litovkin kot Aleksander Gribojedov
- Andrej Popov kot Vladimir Stasov
- Jurij Jurovski kot prince Mihail Vjelgorski
- Sergej Večeslov kot Vladimir Odojevski
- Svjatoslav Richter kot Franz Liszt
- Bella Vinogradova kot Giuditta Pasta
- Aleksander Sapin-Nikolski kot Dimitrij Petrov
- Mihail Nazvanov kot Nikolaj I. Ruski
- Irina Likso kot Empress Aleksandra Fjodorovna
- Pavel Pavlenko kot Thaddeus Bulgarin
- Vladimir Saveljev kot Karl Ivanovič
- Faina Ševčenko kot žena Karla Ivanoviča
- Rina Zeljona kot generalova žena
- Radner Muratov kot postrešček
- Genadij Judin kot Hector Berlioz
- Anatolij Papanov kot pribočnik
- Sergej Kurilov kot Karl Brjulov
- Jelena Izmailova kot Olga Lanska